# Platypalpus obscuripes
Platypalpus obscuripes är en tvåvingeart som först beskrevs av Gabriel Strobl 1899.  Platypalpus obscuripes ingår i släktet Platypalpus och familjen puckeldansflugor. Inga underarter finns listade i Catalogue of Life.